# طريق رقم 12 (العراق)
الطريق رقم 12 هو طريق سريع يمتد من الرمادي مروراً بمدينة هيت والحديثة والكرابيلة وصولا إلى الحدود السورية (البوكمال).